# Steve Perry (Autor)
Steve Perry (* 31. August 1947 in den USA) ist ein US-amerikanischer Science-Fiction-Autor und Fernsehdrehbuchautor.

## Leben
Geboren und aufgewachsen ist Steve Perry im Süden der USA. Bevor er als Autor zu arbeiten begann, hatte er eine ganze Reihe verschiedener Jobs, u. a. war er Schwimmlehrer. Neben seiner Tätigkeit als Romanautor verfasste er auch Drehbücher, u. a. für Batman: The Animated Series. Sein wohl bekanntestes Werk ist der Roman Star Wars – Schatten des Imperiums aus dem Star-Wars-Universum.
Perry hat über 50 Bücher geschrieben. Er ist verheiratet und hat zwei Kinder. Seine Tochter S. D. Perry (Stephani Danielle) ist ebenfalls als SF-Autorin tätig. Er ist nicht zu verwechseln mit dem gleichnamigen Cartoon-Autor, der unter anderem für die Erfolgsserie Thundercats verantwortlich zeichnete und im Mai 2010 Opfer eines grausamen Raubmordes wurde.

## Werke (Auswahl)

### Star Wars
- Schatten des Imperiums (Shadow of the Empire, 1996)
- Schatten des Imperiums – Evolution (Shadows of the Empire: Evolution, 2000, Comic)
- Die Macht des Todessterns (Death Star, 2007, geschrieben zusammen mit Michael Reaves)

Zusammen mit Michael Reaves verfasste er diese beiden Romane:
- MedStar I: Unter Feuer (MedStar I: Battle Surgeons, 2004)
- MedStar II: Jedi-Heilerin (MedStar II: Jedi Healer, 2004)

### Aliens
- Aliens 1 – Zum Überleben verdammt (Earth Hive, 1992)
- Aliens 2 – Vermächtnis des Grauens (Nightmare Asylum, 1993)
- Aliens 3 – Der Krieg der Frauen (The Female War, 1993)

### Alien vs. Predator
- Aliens vs. Predator – Beute (Prey, 1994. 2005 neue Fassung)

### Conan
- Conan der Furchtlose (30. Roman der Conan-Saga)
- Conan der Herausforderer (33. Roman der Conan-Saga)
- Conan der Unbezähmbare (41. Roman der Conan-Saga)
- Conan der Landsknecht (43. Roman der Conan-Saga)
- Conan der Schreckliche (44. Roman der Conan-Saga)